# Allocrangonyx hubrichti
Allocrangonyx hubrichti é uma espécie de crustáceo da família Crangonyctidae.
É endémica dos Estados Unidos da América.